# Forcipomyia alatauensis
Forcipomyia alatauensis är en tvåvingeart som beskrevs av Remm 1980. Forcipomyia alatauensis ingår i släktet Forcipomyia och familjen svidknott.
Artens utbredningsområde är Kazakstan. Inga underarter finns listade i Catalogue of Life.